# 國有器官
《國有器官》（英語：State Organs）是一部加拿大紀錄片。導演章勇進，主要描述中華人民共和國器官移植事件，拍攝期間長達七年，拍攝的難度在於受害者全遭殺害，犯罪地在中國，現場又被徹底清理以致查證困難，幸有少數參與者願意挺身指證，初期被強迫器官移植的受害者幾乎為被拘禁的中國法輪功信徒。
台灣由friDay影音、LINE TV、MyVideo、LiTV 線上影視、Hami Video、CATCHPLAY+於2025年5月16日開始線上播出。

## 獎項
本片已榮獲2023年加拿大雄獅獎最佳導演、最佳音樂獎、2024年美國金勳章電影競賽獎、2024藝術電影精神獎、曼哈頓電影節最佳人權紀錄片獎等多項殊榮，並入圍蒙特利爾獨立電影節和歐洲戲院電影節。本片角逐2025奧斯卡最佳長紀錄片獎，最終未入圍。

## 事件
2024年10月，台灣上映後，各地電影院陸續收到恐嚇信件，揚言要在電影院放炸彈等各種訊息，警方不斷接獲報案，除了加強巡邏，同時也調查IP位置，初步研判，是中國網軍慣用的滋擾手段，在境外犯案。這些恐嚇行為，反而激發公眾對活摘器官惡行的關注，並獲得台北、新北、桃園、台中、台南、高雄、基隆、彰化等各地議員的包場聲援。導演表示：「通過在媒體上看到台灣民眾的反應、媒體的反應、影院的反應，和各個政府機構的反應，包括警署的反應，我對台灣自由民主是充滿信心的。」另外說道：「死亡威脅其實對這個影片起到一個很大的宣傳效應。很多台灣民眾非常地憤慨，覺得台灣的自由民主怎麼能夠被外來的勢力所左右和干涉。所以更多的民眾就紛紛起來支持，包括政府、影院、媒體和網民，都通過自己的方式來支持這部影片。甚至我聽說有些很有名的台灣導演，也在幫助把這部電影推薦給大家，令我感到非常的欣慰。」
臺北市議會民進黨黨團計劃在2024年11月30日在議會播放「國有器官」，但在同月23日收到恐嚇訊息：「播放國有器官，我們會闖入議會砍人。」民進黨黨團已在29日報警並在記者會中稱將繼續播放。臺北市長蔣萬安稱一定確保言論自由並批評暴力恐嚇。

## 外部連結
- 官方网站（英文）
- 官方网站（繁體中文）
- 互联网电影数据库（IMDb）上《國有器官》的资料（英文）
- 《國有器官》電影線上看｜CATCHPLAY+ 正版電影專區-紀錄片